# Byron Stroud
Byron Stroud (New Westminster, 12 febbraio 1969) è un bassista canadese.
È un musicista industrial metal che ha militato negli Strapping Young Lad e nei Fear Factory.
Figlio di immigrati sudafricani, comincia la sua carriera nel 1987 con i Caustic Thought, insieme Devin Townsend e Jed Simon, poi sciolti nel 1995. Dopo una parentesi come tecnico della batteria durante il tour di supporto a Hard Wired dei Front Line Assembly, entra negli Strapping Young Lad poco prima delle registrazioni di City.
Nel 2004 entra a far parte anche dei Fear Factory, riuniti un anno prima senza il chitarrista Dino Cazares, sostituito da Christian Olde Wolbers, bassista della band ai tempi di Demanufacture.
Inoltre è membro anche degli Zimmer's Hole, degli Unit:187 e dei Punky Brüster, una parodia punk.
Ha anche partecipato ai Tenet, un side-project di Jed Simons che ha pubblicato un solo demo.

## Discografia

### Con i Fear Factory
- 2004 - Archetype
- 2005 - Transgression
- 2010 - Mechanize

### Con gli Strapping Young Lad
- 1995 - Heavy As A Really Heavy Thing
- 1997 - City
- 1998 - No Sleep Till Bedtime
- 2003 - Strapping Young Lad
- 2004 - For Those Aboot To Rock (Live At The Commodore)
- 2005 - Alien
- 2006 - The New Black

### Unit 187
- 1995 - Unit 187
- 1998 - Loaded

### Con gli Zimmer's Hole
- 1997 - Bound by Fire
- 2001 - Legion Of Flames
- 2008 - When You Were Shouting At The Devil... We Were In League With Satan

### Altri
- 1994 - Caustic Thought - Caustic Thoughts (basso)
- 1996 - Punky Brüster - Cooked on Phonics (voce e cori con il nome Stoolie B. Flames)
- 2000 - Devin Townsend - Physicist (basso)
- 2005 - Ani Kyd - Evil Likes Candy Too (basso e cori)
- 2009 - Tenet - Sovereign (basso)
- 2010 - City of Fire - City of Fire (basso)